# Камышев, Виктор Семёнович
Виктор Семёнович Камышев (22 августа 1937, Грозный — 27 июня 2007, Тула) — российский литературовед, филолог, педагог, кандидат педагогических наук, доцент кафедры зарубежной литературы Тульского государственного педагогического университета им. Л. Н. Толстого.

## Биография
Родился 22 августа 1937 года в Грозном в семье служащих.
В 1955 году поступил на филологический факультет Чечено-Ингушского государственного педагогического института. В 1960 году окончил полный курс института по специальности «русский язык, литература, английский язык». Владел английским языком в совершенстве.
С 1960 по 1963 год служил в 207-м отдельном зенитном артиллерийском полку среднего калибра водителем тягача ракетной установки.
Получил от ЧИГПИ распределение на остров Сахалин в г. Оха.
В 1970 году становится аспирантом Московского государственного педагогического института, знакомится с лермонтоведом Александром Очманом, дружба с которым продлится до конца жизни.
В 1974 году защищает в Московском государственном педагогическом институте диссертацию по теме «Творчество Джона Миллингтона Синга — драматурга».
20 января 1975 года решением совета Московского государственного педагогического института Виктору Камышеву присуждена учёная степень кандидата филологических наук.
26 ноября 1986 года решением Высшей аттестационной комиссии присвоено учёное звание доцента кафедры литературы.
Вёл курсы зарубежной и русской литературы в Магнитогорском государственном педагогическом институте.
В 1970-х годах продолжил работу в Тульском государственном педагогическом институте. Кроме лекций и семинаров, много лет вёл педагогическую практику студентов в школе. В 1990 году награждён знаком «Отличник народного просвещения».
С середины 1990-х годов читал курс зарубежной литературы и драматургии в тульском филиале Ярославского государственного театрального института. В 2003 году ректорат института выразил В. С. Камышеву благодарность за многолетнее плодотворное сотрудничество в подготовке актёров, добросовестную творческую педагогическую деятельность.
Автор многочисленных статей в научных сборниках ТГПУ им. Л. Н. Толстого.
Итогом научных исследований и педагогической деятельности Виктора Камышева стала монография «США, XX век: литературный контекст».